# 사이타마 신도시 교통
사이타마 신도시 교통 주식회사(일본어: 埼玉新都市交通 株式会社)는 일본의 철도 기업이다.

## 역사
- 1980년 4월 1일: 설립.
- 1983년 12월 22일: 이나 선, 일부 구간이 개통.
- 1990년 8월 2일: 이나 선, 전 구간이 개통
- 2007년 3월 18일: 이나 선에 Suica 도입.

## 보유 철도 노선
- 이나 선(12.7 km)

## 보유 차량

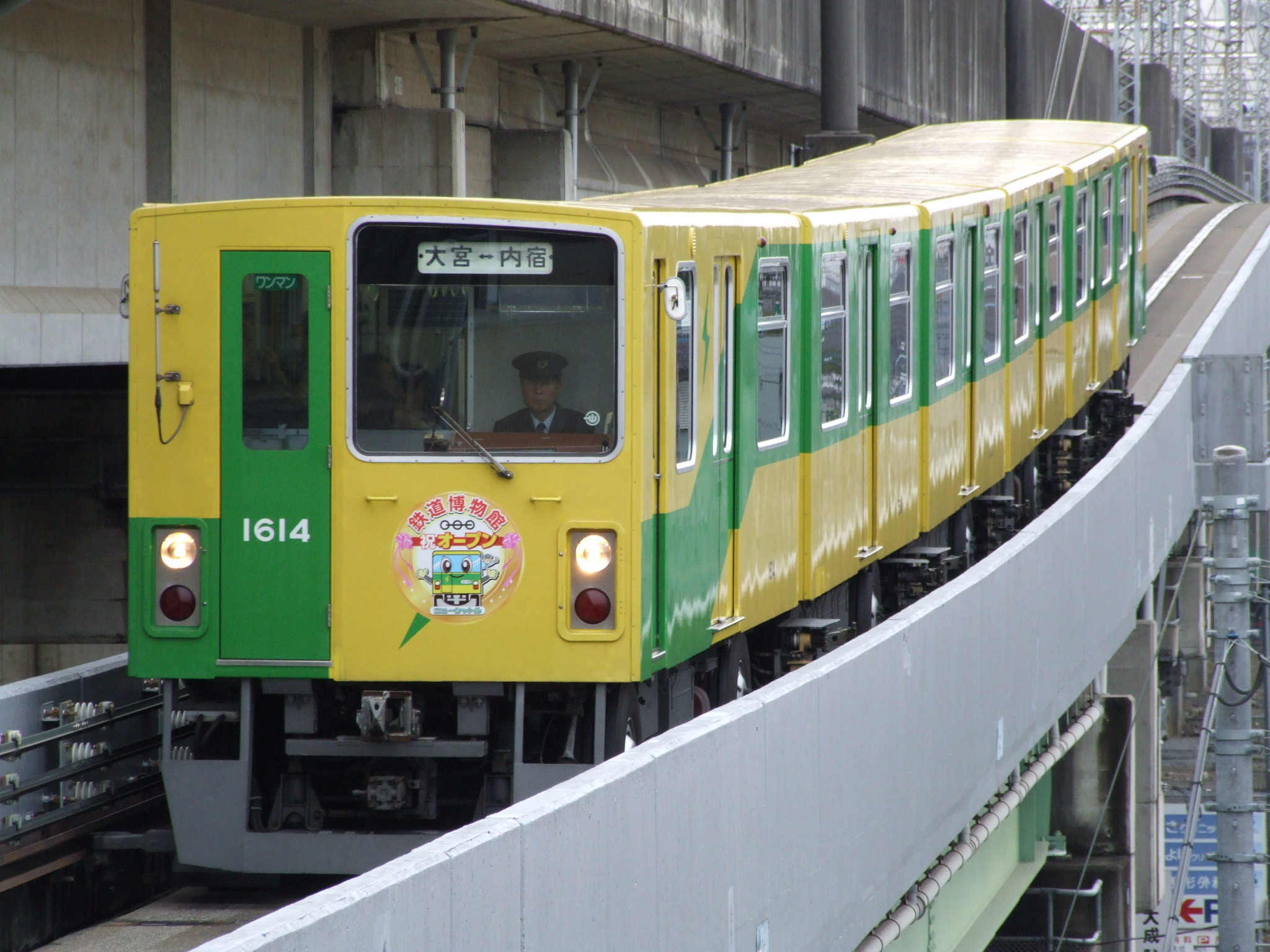
1010계
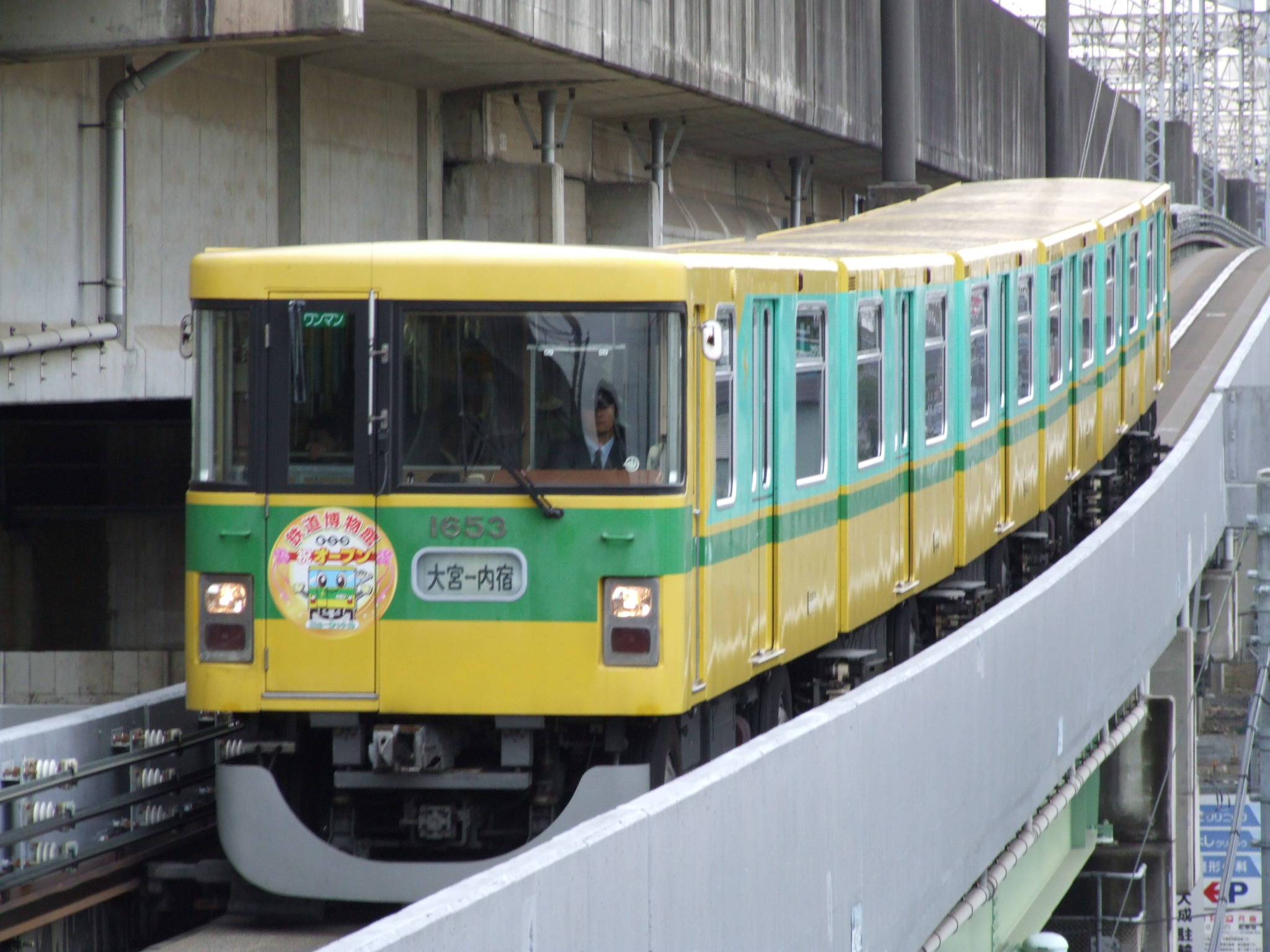
1050계
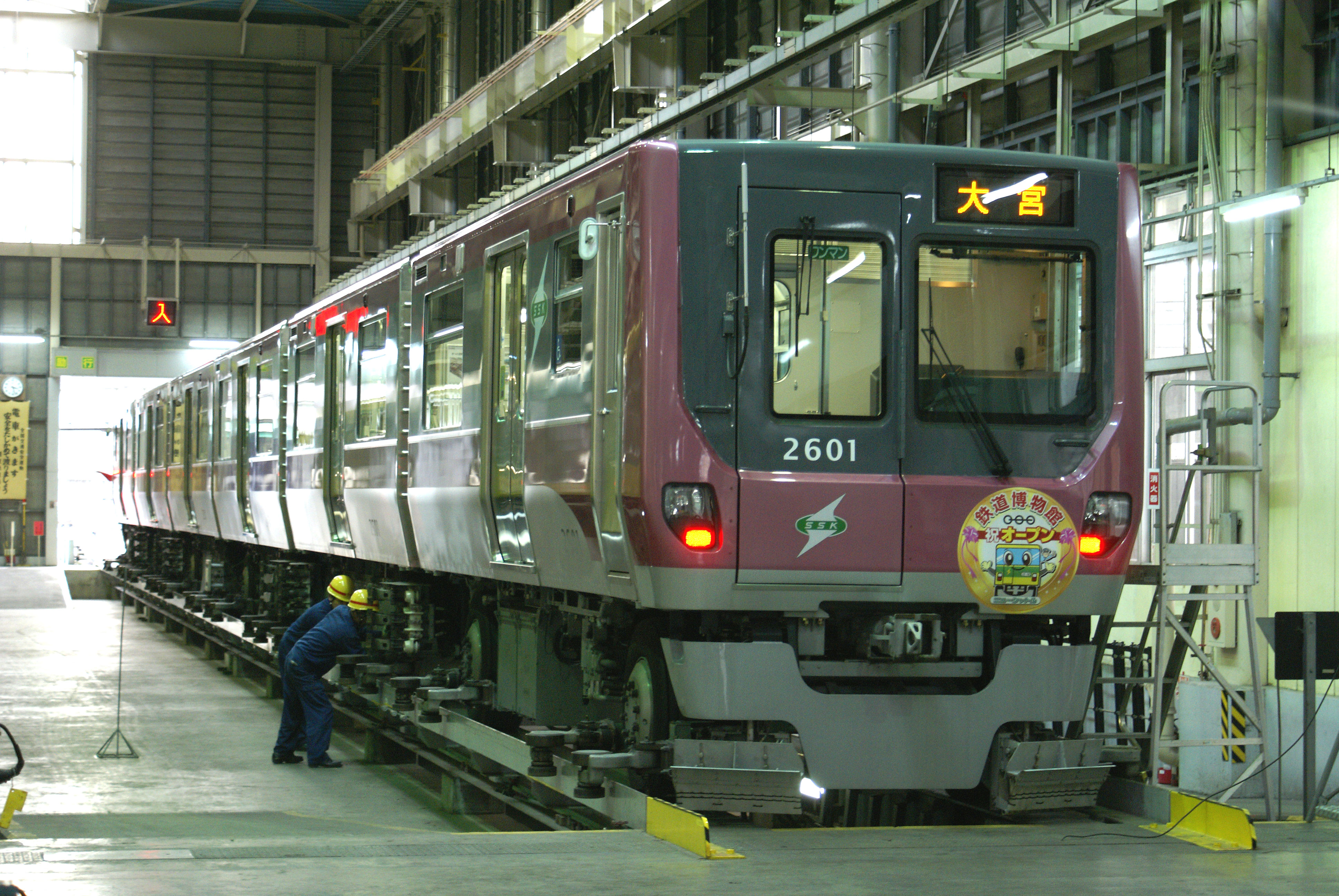
2000계

- 1010계
- 1050계
- 2000계